# حديث المغرب في المشرق
كتاب حديث المغرب في المشرق هو من تأليف المفكر المغربي علال الفاسي، أحد أبرز رموز الحركة الوطنية المغربية وزعيم حزب الاستقلال. نُشر هذا الكتاب عن طريق مؤسسة علال الفاسي في الدار البيضاء، ويقع في حوالي 215 صفحة.

## موضوع الكتاب
يتناول المفكر المغربي علال الفاسي في هذا الكتاب العلاقة الفكرية والتاريخية بين المغرب والمشرق العربي، ويسلط الضوء على مساهمات المغاربة في النهضة الثقافية والسياسية في العالم الإسلامي. يستعرض الكاتب أوجه التواصل العلمي والديني بين علماء المغرب والمشرق، ويبرز تأثير الفكر المغربي في الحواضر الإسلامية الكبرى. كما يناقش الفاسي مفاهيم الانتماء والوحدة والهوية، داعيًا إلى تجاوز الانعزالية الجغرافية والفكرية، وتعزيز التفاعل والتكامل بين المكونات الحضارية للأمة. يعكس الكتاب رؤية قومية مستنيرة تمزج بين الأصالة والانفتاح، ويُعد من الأعمال التي تؤصل للحضور المغربي في السياق العربي والإسلامي العام.

## أسلوب الكتاب
يتميز كتاب حديث المغرب في المشرق لعلال الفاسي بأسلوب فكري تحليلي يجمع بين العمق التاريخي والطرح القومي المستنير، حيث يوظف الكاتب لغة عربية فصيحة تتسم بالرصانة والوضوح، ويعتمد على منهج استقرائي يستند إلى الشواهد التاريخية والنصوص الدينية لتدعيم أطروحاته. يتخلل النص نَفَسٌ أدبي يعكس ثقافة الكاتب الموسوعية، ويُظهر قدرة على الربط بين الماضي والحاضر في سياق نقدي بنّاء. كما يتسم الأسلوب بالحجاج المنطقي والدعوة إلى الحوار والتكامل الحضاري، مما يجعل الكتاب أقرب إلى الدراسات الفكرية التي تُعنى بتأصيل الهوية والانفتاح على الآخر

## اقتباسات من الكتاب
"إن المغرب لم يكن يومًا في عزلة عن المشرق، بل كان دائم التواصل معه، يمده بالعلماء والمجاهدين، ويأخذ عنه ما يعزز هويته الإسلامية."
"الوحدة الفكرية للأمة لا تتحقق إلا إذا تجاوزنا الحواجز الجغرافية، وفتحنا أبواب الحوار بين المشارب المختلفة."
"إننا لا نريد أن نكون تابعين، بل شركاء في بناء الحضارة، نأخذ ونعطي، ونُسهم بما لدينا من تراث وتجربة."
"المغرب ليس هامشًا في التاريخ الإسلامي، بل هو مركز من مراكز الإشعاع، ساهم في صياغة الفكر الإسلامي عبر قرونه."

"لا يمكن أن تنهض الأمة إلا إذا تفاعلت مكوناتها، وتكاملت تجاربها، وتجاوزت النظرة القُطرية الضيقة."

## النقد والاستقبال
حظي كتاب حديث المغرب في المشرق لعلال الفاسي باهتمام نقدي بارز في الأوساط الفكرية والسياسية المغربية والعربية، إذ اعتُبر وثيقة فكرية وتاريخية تؤرخ لتفاعل الحركة الوطنية المغربية مع محيطها العربي خلال فترة الكفاح ضد الاستعمار. وقد أشاد النقاد والدارسون بقدرة الفاسي على الربط بين التجربة المغربية والمشرقية، وتوظيف الكتاب كمنبر للدعوة إلى الوحدة العربية والتضامن الإسلامي، معتبرين أسلوبه مزيجاً بين السرد الرحلي والتحليل الفكري. كما نُظر إليه كأحد النصوص التأسيسية للفكر الوطني المغربي الحديث، لما يعكسه من وعي مبكر بضرورة الحوار الثقافي والسياسي بين مشرق العالم العربي ومغربه.